# Via di Babinov

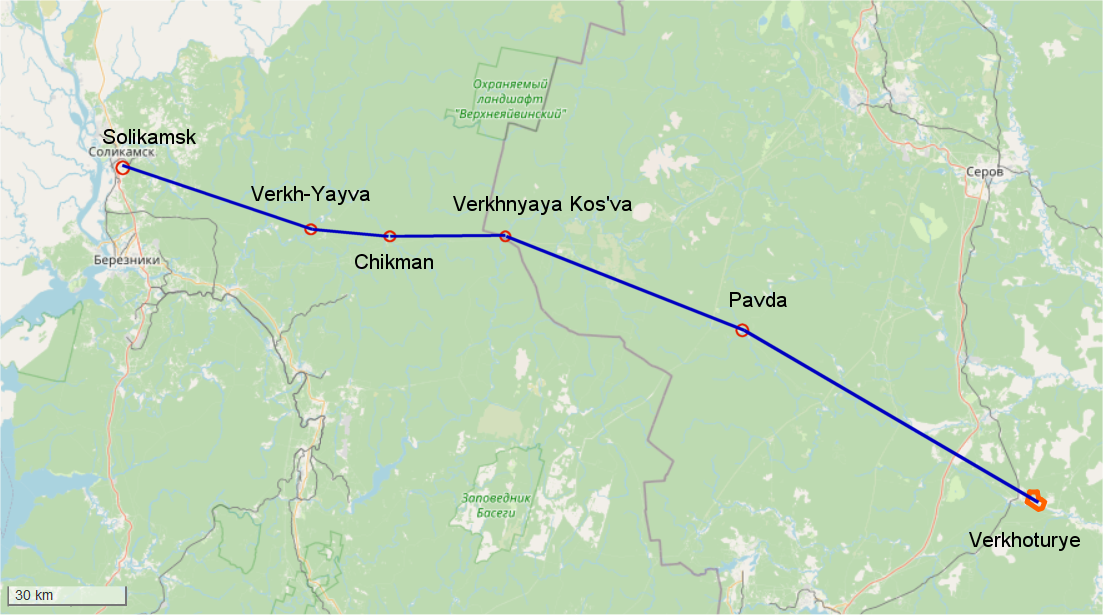
Percorso indicativo della via di Babinov tra Solikamsk e Verchotur'e

La via di Babinov (in russo Бабиновская дорога?, Babinovskaja doroga) era una strada carovaniera che collegava la città di Solikamsk, nel Territorio di Perm', con Verchotur'e, nell'Oblast' di Sverdlovsk, da cui i viaggiatori potevano proseguire alla volta di Tobol'sk in Siberia. Per quasi due secoli è stata la strada più veloce e sicura per attraversare i Monti Urali.

## Storia

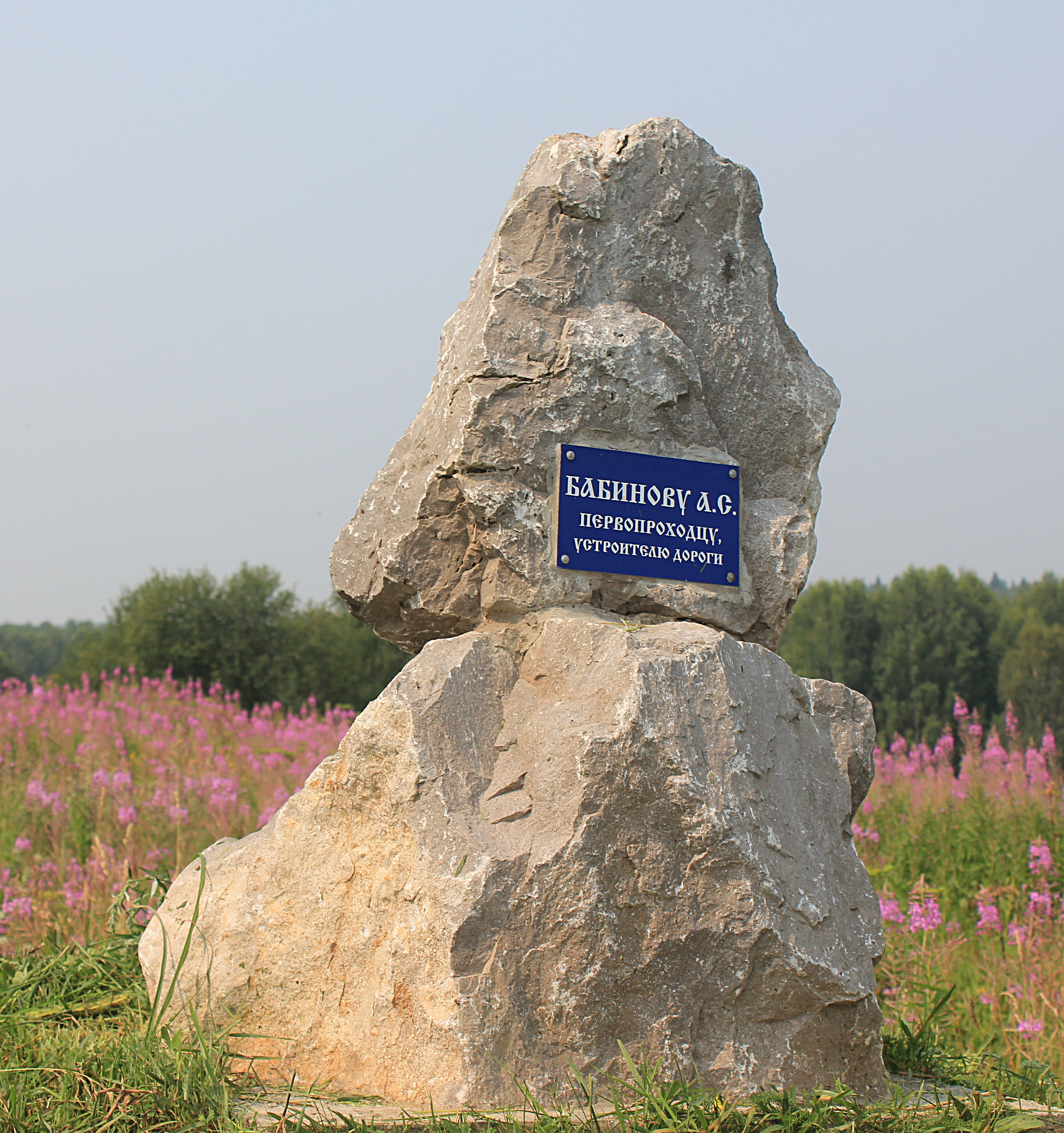
Targa commemorativa che ricorda Artemij Babinov nel villaggio di Verkh-Usolka

Fino alla fine del XVI secolo per attraversare la regione degli Urali e raggiungere la Siberia veniva usata la cosiddetta via di Čerdyn', una via fluviale che sfruttava fiumi e laghi della regione. Questa via era però lunga oltre 2000 chilometri e dipendeva fortemente dalle condizioni dei corsi d'acqua. Alla fine del XVI secolo lo zar Fëdor I di Russia ordinò quindi di cercare una nuova strada che fosse più breve e sicura.
Nel 1595 Artemij Sofronovič Babinov (in russo Артемий Сафронович Бабинов?), un abitante del villaggio di Verkh-Usolka, probabilmente seguendo un gruppo di mansi diretti alla grotta di Chanvin per svolgere alcuni rituali, riuscì a individuare un sentiero lungo i monti che sembrava promettente. Informato il governatore della regione, gli fu affiancata una squadra di 40 uomini e due funzionari e venne incaricato di costruire una strada adatta ad essere percorsa dalle carovane.
Babinov e i suoi uomini lavorarono per due anni allargando i sentieri, costruendo ponti e bonificando il terreno paludoso, realizzando una strada di quasi 300 chilometri. Nel 1597 la nuova strada fu utilizzata per la prima volta per l'invio verso la Siberia di un gruppo di criminali. Già l'anno successivo la via iniziò ad essere usata per il trasporto di merci.

Babinov fu ricompensato per il suo lavoro con un appezzamento di terreno, una parte dei proventi dei pedaggi per l'uso della strada e l'esenzione dalle tasse.
Per quasi 200 anni la via di Babinov rappresentò il percorso più breve e sicuro per attraversare la catena degli Urali. La strada era utilizzata per il trasporto verso la Siberia di merci quasi sale, metalli, tessuti e provviste per i coloni ma anche per il trasporto di prigionieri, da ecclesiastici e lavoratori diretti verso i nuovi villaggi e per il servizio postale.
In alcune occasioni è stata anche percorsa da spedizioni scientifiche: nel 1731 Grigorij Akinf'evič Demidov, il padre di Aleksandr Grigor'evič Demidov, viaggiò nella regione e realizzò vicino a Solikamsk uno dei primi giardini botanici della Russia. Nel 1733 l'esploratore e cartografo Vitus Bering nella prima parte della sua seconda spedizione in Kamčatka guidò una spedizione scientifica attraverso la Siberia percorrendo anche la via di Babinov. Della spedizione facevano parte anche lo storico e etnografo Gerhard Friedrich Müller, il naturalista Johann Georg Gmelin e l'allora studente Stepan Petrovič Krašeninnikov.

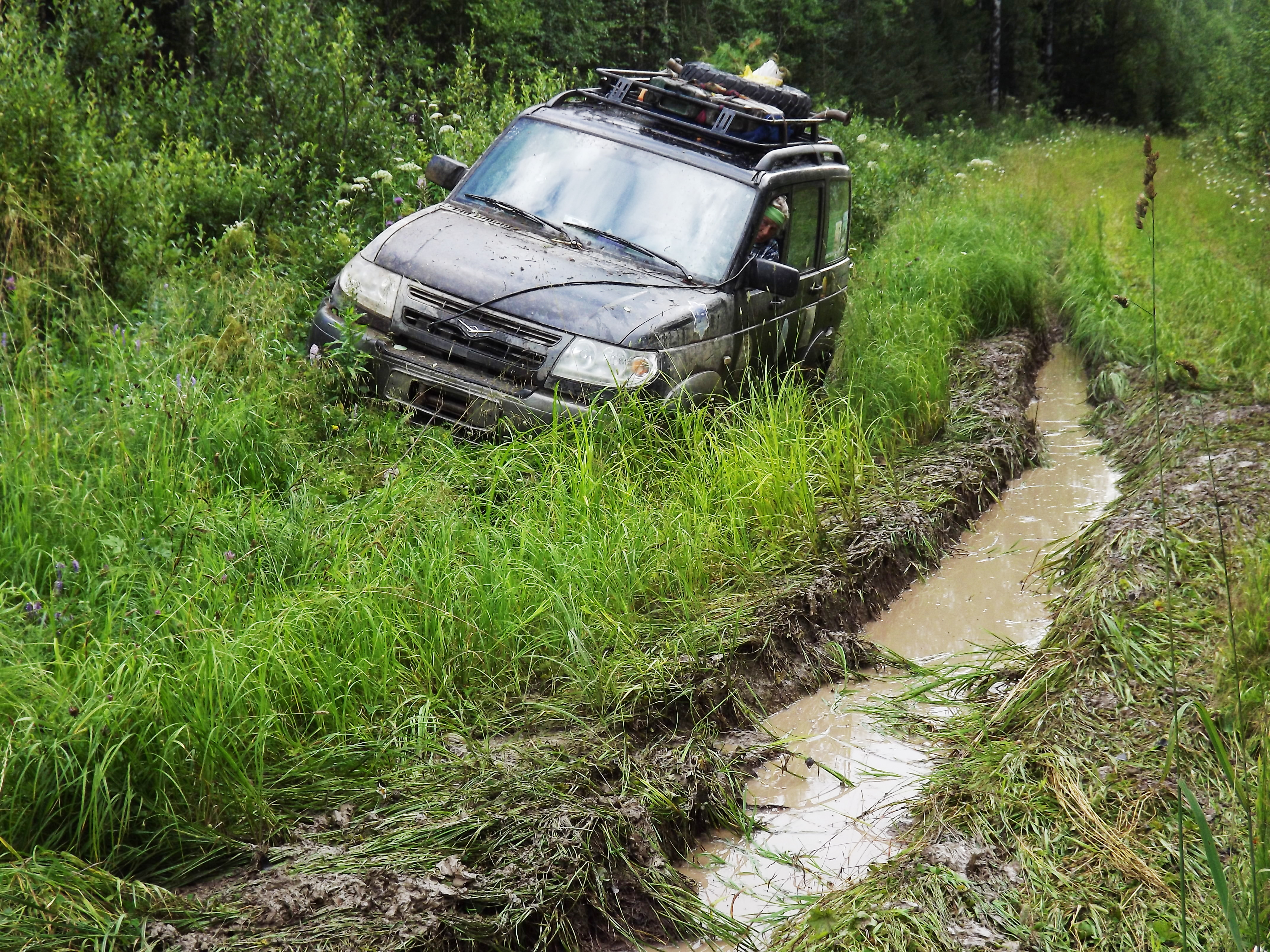
Un tratto della strada tra Pavda e Rastess nel 2016

Intorno al 1770 il geografo e naturalista Peter Simon Pallas esplorò la regione, mentre una delle più dettagliate descrizioni della via fu lasciata dall'accademico Ivan Lepekhin nel 1771, quando ormai la strada non era quasi più utilizzata. Nel 1763 infatti, in seguito alla costruzione della più meridionale via siberiana che univa Perm' a Ekaterinburg passando per Kungur, la via di Babinov perse importanza e venne quasi completamente abbandonata.
Solo nel 1997, in occasione dei 400 anni dalla costruzione della strada, si è ricominciato a parlarne: un articolo dal titolo "Solikamsk porta per la Siberia" è stato pubblicato sul quotidiano Solikamskiy Rabochy ed è stato dato alle stampe un libro intitolato "La strada chiamata Babinovskaya" scritto da Yuvenaly Chirkov. L'autore aveva fatto parte di una spedizione di una dozzina di persone che aveva provato a ripercorrere il tracciato della storica strada. Il viaggio si era rivelato difficile in quanto dopo secoli di abbandono alcuni tratti della strada erano difficilmente praticabili e molti dei villaggi che un tempo erano sorti lungo la via sono stati abbandonati.
Negli anni successivi sono state installate alcune targhe commemorative a Solikamsk e a Verkh-Usolka, il villaggio natale di Artemij Babinov.

## Descrizione

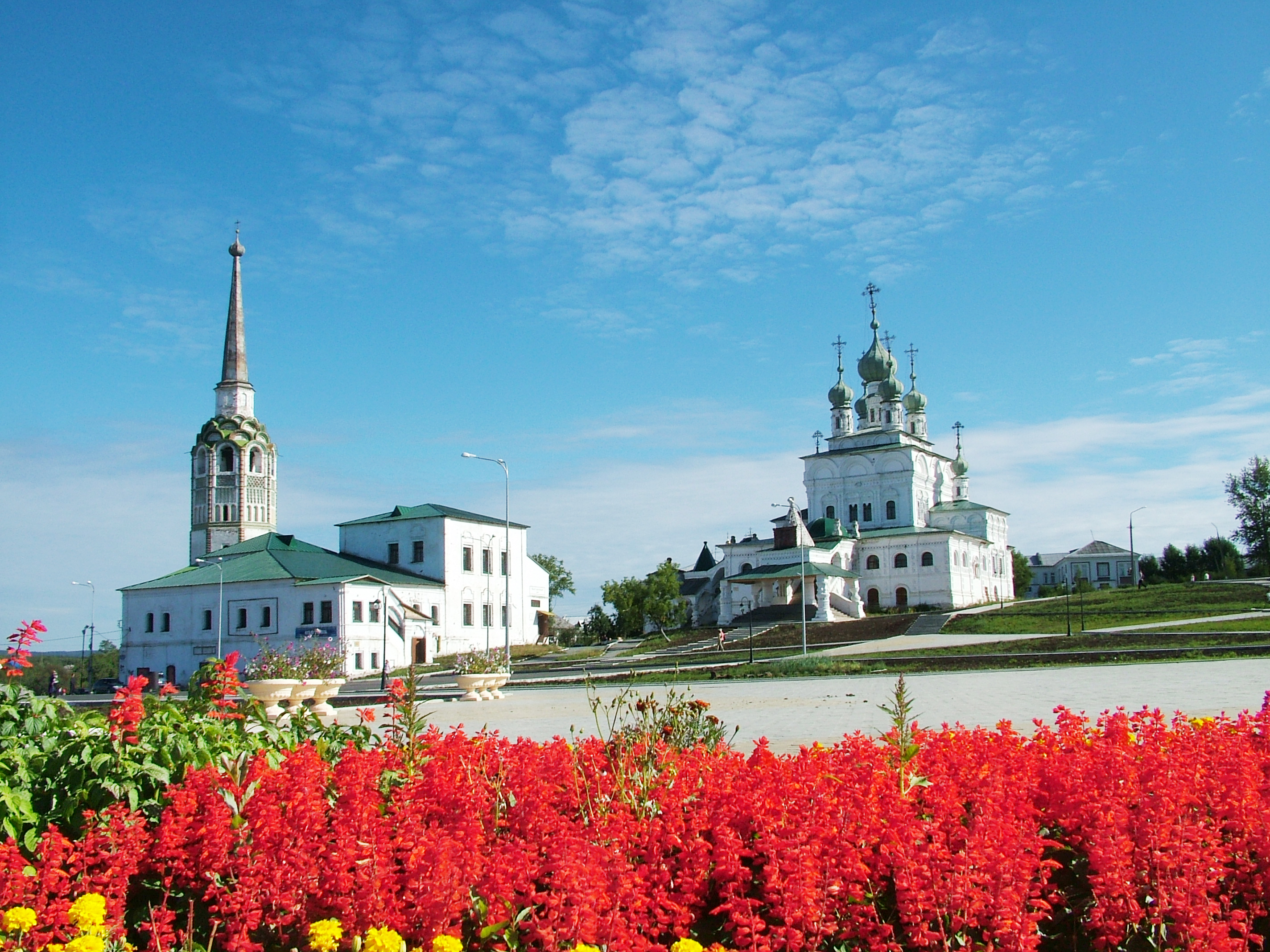
La piazza della cattedrale di Solikamsk, punto di partenza della via di Babinov

Il tracciato della strada ha subito alcune modifiche nel corso del tempo, ma aveva una lunghezza compresa tra le 260 e le 273 verste, corrispondenti a poco meno di 300 chilometri.
Essa partiva dalla piazza della cattedrale di Solikamsk, dove è stata posta una targa commemorativa per ricordarlo, e terminava nel villaggio di Verchotur'e, fondato nel 1597 sul sito di un precedente insediamento mansi chiamato Neromkarr, attraversando i monti Urali utilizzando in parte i sentieri precedentemente usati dalle popolazioni locali e superando tratti paludosi e corsi d'acqua.
Lungo il percorso vennero realizzati nove ponti per il superamento dei fiumi, avamposti e stazioni per il cambio dei cavalli e fondati nuovi villaggi. Tra gli insediamenti attraversati prima di arrivare a Verchotur'e vi erano Verkh-Yayva (in russo Верхняя Яйва?), Chikman (in russo Чикман?) fondato da Artemij Babinov,  Verchnjaja Kos'va (in russo Верхняя Косьва?) e Pavda (in russo Павда?).